# Canon d'Infanterie de 37 modèle 1916 TRP
Canon d'Infanterie de 37 modèle 1916 TRP (37 mm mle. 1916) — французское пехотное орудие времён Первой мировой войны. Аббревиатура TRP означает (фр. Tir Rapide, Puteaux) скорострельное, разработанное на арсенале в Пюто. Предназначалось для уничтожения пулемётных гнёзд противника.

## История создания
Во время Первой мировой войны большой проблемой стало уничтожение пулемётных гнёзд, мешавших наступлению пехоты. Такие огневые точки из-за своих небольших размеров и незаметности трудно поражались орудиями калибра 75 мм и выше, стрелявшими с закрытых позиций. Пехоте требовалось компактное и мобильное средство поддержки непосредственно при наступлении.
В соответствии с Гаагской конвенцией минимальный калибр фугасных снарядов составлял 37 мм. Вследствие этого многие страны разрабатывали свои лёгкие пехотные орудия именно под этот калибр.

## Описание конструкции

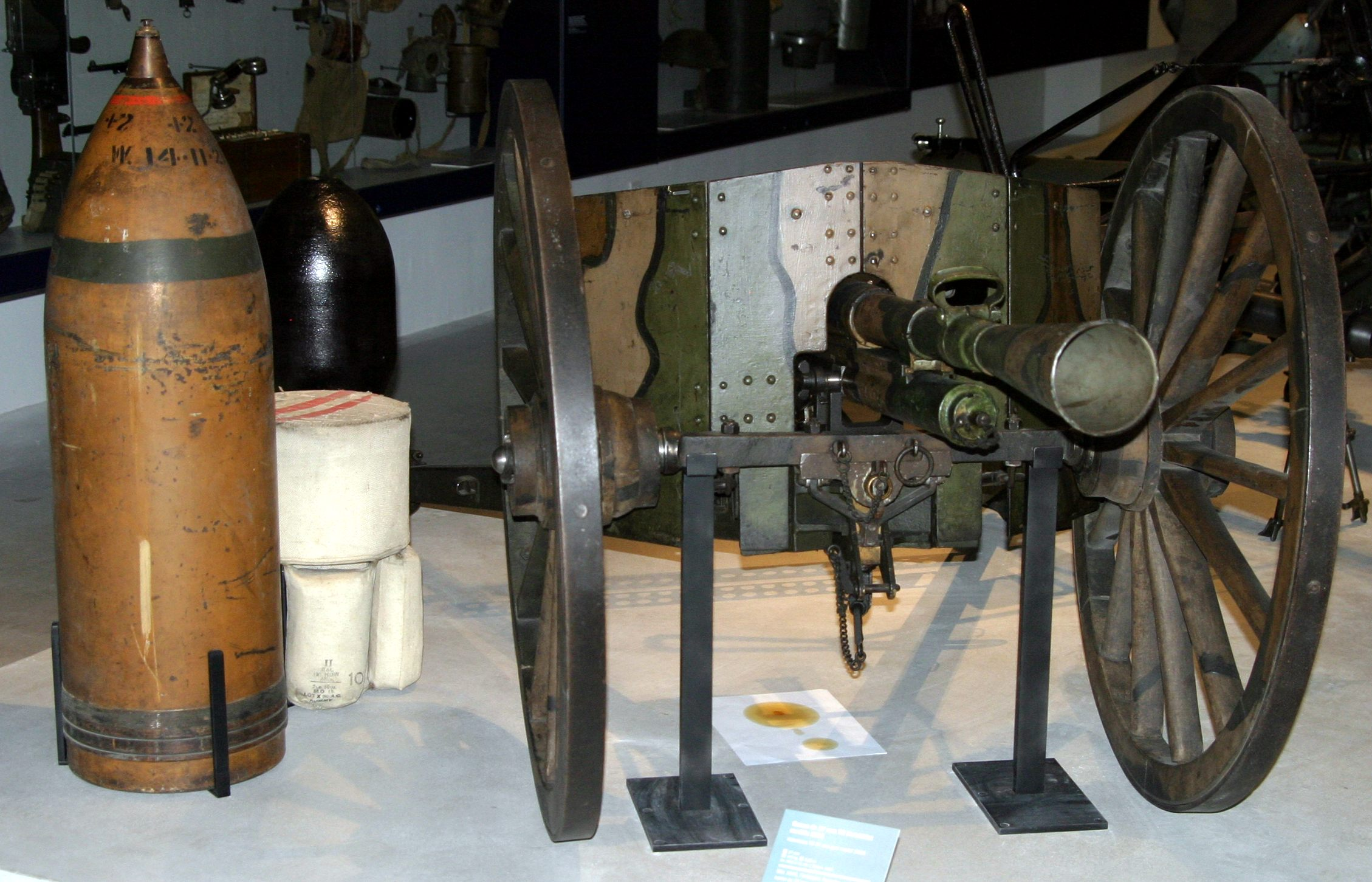
37 mm mle. 1916, представленное в Музее Армии, Париж, 2006 год

Ствол пушки обручами крепится к люльке, в которой размещён противооткатный механизм, состоящий из трёх пружин и поршня на длинном стержне, скреплённого с казёнником. Казённик соединён с задней частью ствола с помощью резьбы.
Затвор – эксцентрический, ввинчен в корпус казённой части, открывается и закрывается поворотом на 156° вокруг своей оси. Он аналогичен таковому у Canon de 75 mle 1897 и отличался лишь меньшими габаритами.
Орудие вместе с лафетом было установлено на треноге, где вмонтированы механизмы наведения. Для стрельбы прямой наводкой использовался съёмный оптический прицел, для стрельбы с закрытых позиций — квадрант.
Каждая пушка оснащалась орудийным передком, который перевозил 14 зарядных ящиков, по 16 снарядов в каждом, и запасные инструменты и приспособления. Некоторые орудия оснащались орудийным щитом. При транспортировке к треноге крепились колёса.
Расчёт орудия состоял из семи человек: командира, наводчика, заряжающего, трёх подносчиков боеприпасов, коновода. Максимальная скорострельность составляла 35 выстрелов в минуту. В распоряжении командира имелись бинокль, компас и прицельные вехи.

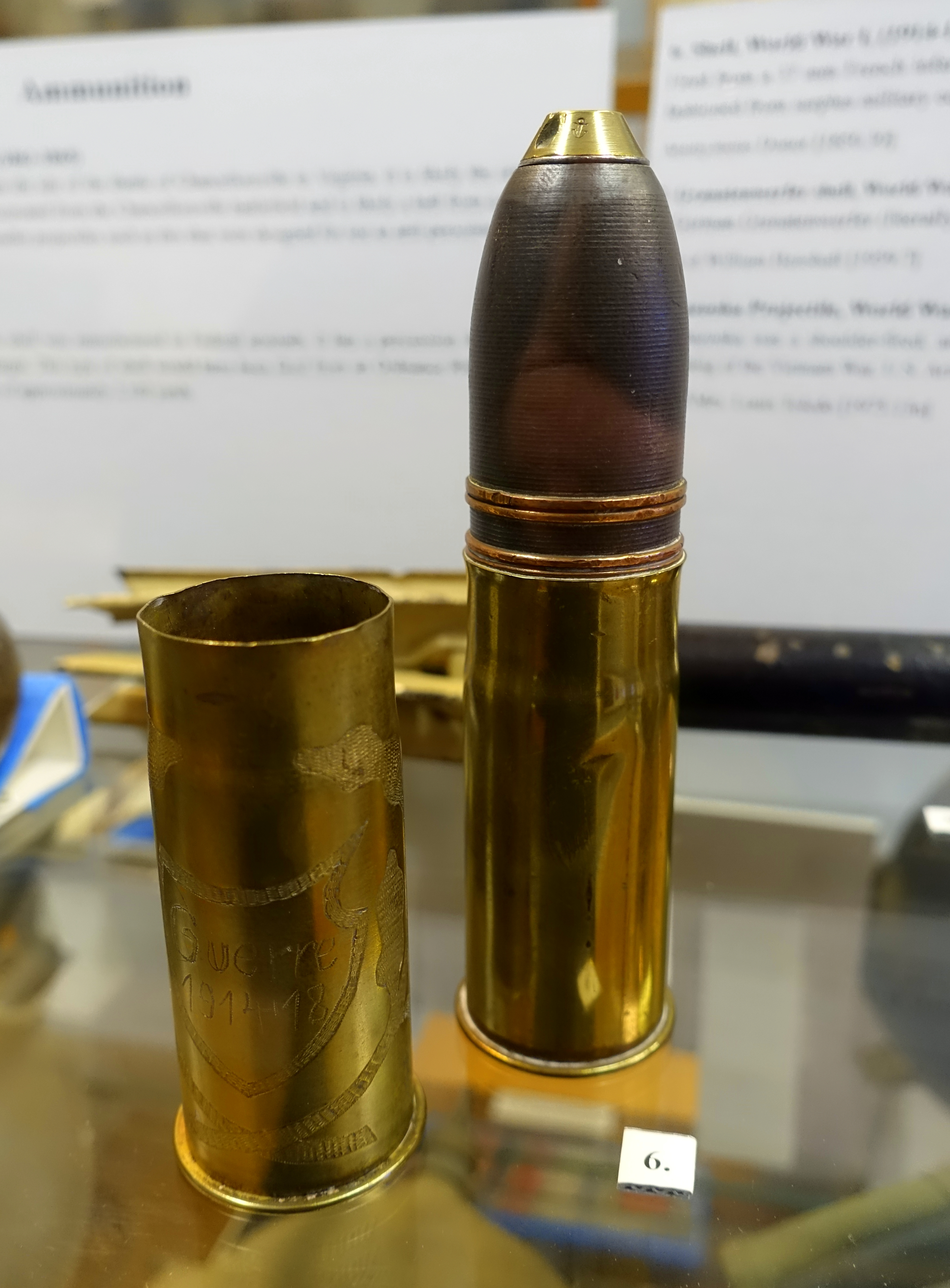
Снаряд к 37 mm mle. 1916

Транспортировка пушки осуществлялась разными способами, в зависимости от ситуации. В небоевых условиях орудие скреплялось с передком и буксировалось лошадью. В бою оно перемещалось силами расчёта. Также пушку можно было разобрать на три части и нести на руках: двое — орудие с люлькой (47 кг), двое — лафет (38 кг), ещё один толкал колёса. Разобранное орудие могло перевозиться и на грузовике.
В армии США для 37 mm mle. 1916 использовался фугасный снаряд Mark II массой 0,67 кг с 27,2 г взрывчатого вещества (тринитротолуол). В французской армии пушка комплектовалась фугасными снарядами Obus explosif Mle1916 массой 0,555 кг с 30 г взрывчатки. Захваченные Вермахтом во время Второй мировой войны снаряды носили обозначение Sprgr 147(f).

## Боевое применение

### Пехотный вариант

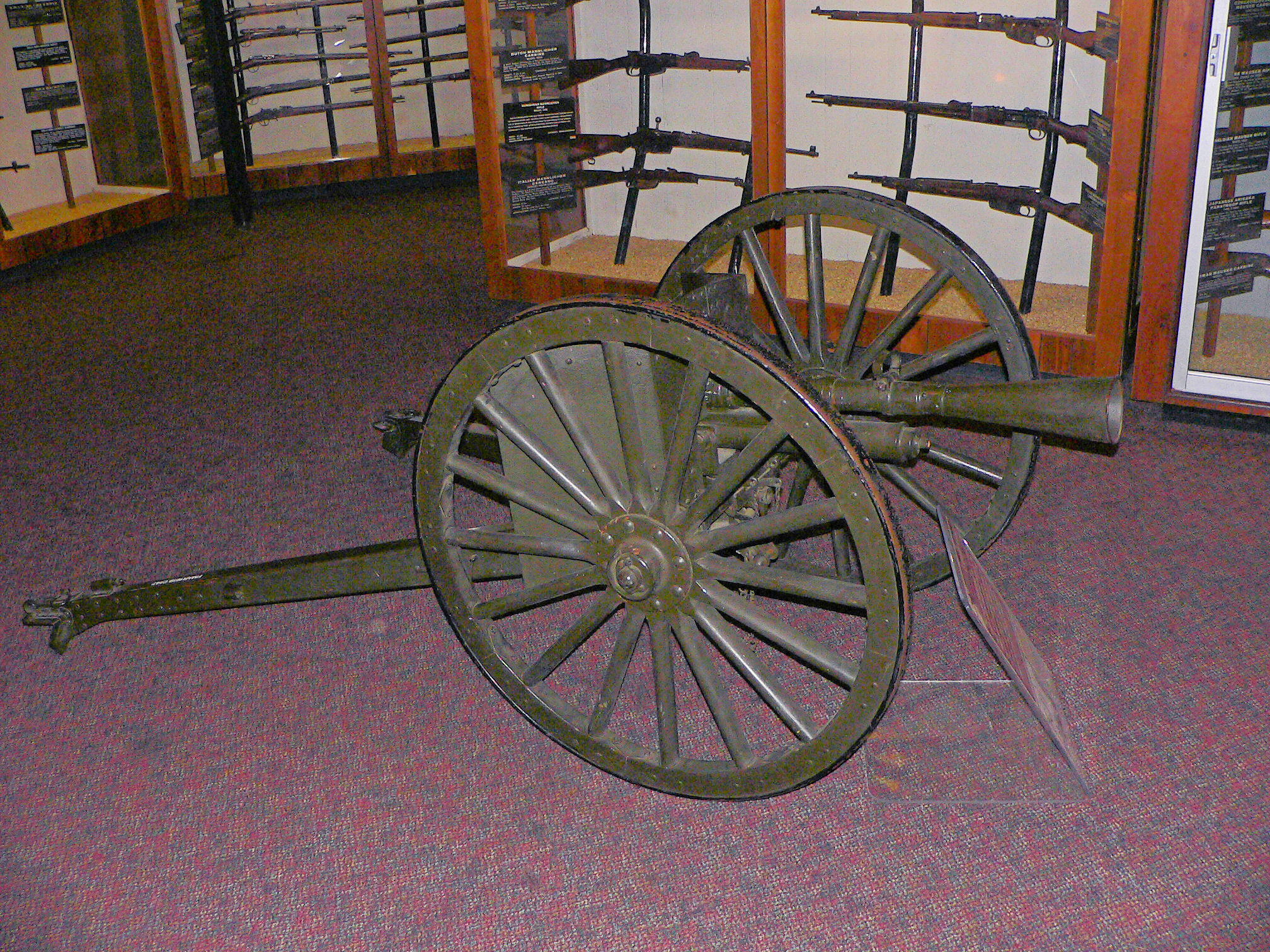
37 mm Gun M1916, представленное в Музее артиллерии Армии США, Абердин, 2007 год

На протяжении Первой мировой войны 37 mm mle. 1916 было широко распространено в французской и американской армии, где получило обозначение 37 mm Gun M1916. Однако вскоре было обнаружено, что у пушки недостаточно огневой мощи для уничтожения огневых точек противника, и эту задачу лучше выполняют лёгкие миномёты.
В межвоенный период в пехотных полках Армии США были сформированы т. н. «гаубичные роты» (англ. howitzer companies), среди прочего оснащённые орудиями 37 mm M1916, за неимением более мощного мобильного оружия непосредственной поддержки пехоты. Регулярная армия (в отличие от Национальной гвардии) не могла укомплектовать роты полностью и ограничивалась лишь взводами. На учебных стрельбах 37-мм снаряд заменялся 5,6-мм (.22 калибр) пулей, огонь вёлся из дополнительно установленной над орудием 5,6-мм пневматической винтовки (устанавливался только ствол). К 1941 году «гаубичные роты» были преобразованы в противотанковые взводы, а большая часть пушек 37 mm M1916 помещены на хранение, списаны или переделаны в учебные «надкалиберные» для тяжёлых орудий, как это было прежде с 5,6-мм винтовками. Ограниченно применялись американской и филиппинской армиями во время Филиппинской операции в 1942 году в противотанковых целях из-за нехватки пушек 37 mm Gun M3.

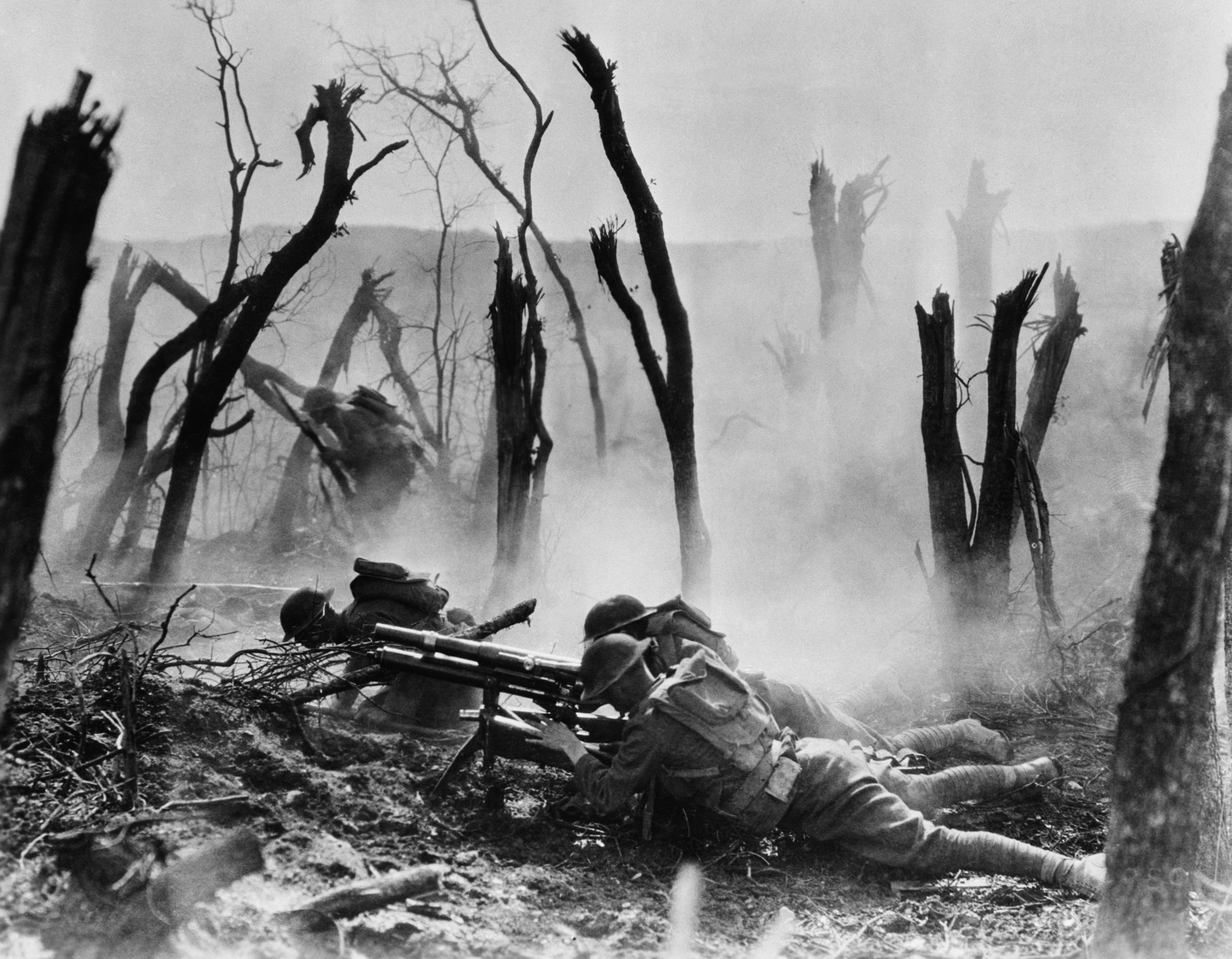
Американские артиллеристы во время боевых действий на Западном фронте, 1917 год

 Японское 37-мм орудие Тип 11 было создано с оглядкой на 37 mm mle. 1916 и применялось в боях на Халхин-Голе, Второй японо-китайской войне и Второй мировой войне.
Французская армия использовала 37 mm mle. 1916 вплоть до 1940 года как противотанковое, из-за малого количества 25-мм противотанковых пушек Гочкисс. После падения Франции захваченные Вермахтом орудия получили обозначение 3.7 cm IG 152(f).
Некоторое количество орудий этого типа использовались Вьетминем в начале Первой Индокитайской войны.

### Танковый вариант
На основе 37 mm mle. 1916 была создана танковая пушка SA 18 (немного увеличена длина ствола, изменён затвор), использовавшаяся на Renault FT-17, Renault R-35, Hotchkiss H-35, FCM-36 и бронеавтомобилях White AM.
В армии США 37 mm Gun M1916 использовалось в качестве основного вооружения первого серийного американского танка M1917 и опытного T1.

### Авиационный вариант
37 mm mle. 1916 использовалось на британских истребителях-бипланах Beardmore W.B.V и французских Salmson-Moineau S.M.1 и SPAD S.XII.